# Дино Рогич
Дино Рогич е хърватски филмов, театрален и телевизионен актьор родом от немския град Кьолн.
Роден е през 1984 година. Родителите му го насочват към актьорското майсторство. Завършва Академията за сценични изкуства в босненската столица Сараево. В допълнение на театралните роли, той получава роля във филма „Superglued“. Телевизионните зрители го познават с ролята на Мате Шкоплянац в сериала „Изборът на Лара“ и свързания игрален филм „Изборът на Лара: Изгубеният принц“.

## Любопитни факти
- Висок е 191 сантиметра.[2]